# Млаква (Перушић)
Млаква је насељено мјесто у општини Перушић, у Лици, у саставу Личко-сењске жупаније, Република Хрватска.

## Географија
Млаква је насеље у средњој Лици. Припада општини Перушић. У вријеме Краљевине Југославије била је у саставу општине Косињ. У њеном саставу је остала и након рата, све од 1961. године. Потом је ушла у састав општине Перушић, а од 1971. до распада Југославије се налазила у општини Госпић.
Мјесто лежи на на десној обали ријеке Лике, на 500 метара надморске висине. Лика један километар прије Млакве истиче из вјештачког језера Крушчица. Језеро је настало 1966. године. Прошавши кроз брану, након кратког тока кроз клисуру, ријеку дочекује Млаква, послије које улази у широко поље на чијем дну понирањем завршава свој надземни ток.
Повише Млакве, под врхом Караула простире се заселак Пољан, а за Караулом су Студенци. Низводно од Млакве смјештена су села Крш и Градина. На лијевој обали, наспрам Млакве, је варошица Горњи Косињ. Шума поред Млакве носи назив Дулиба. Ту се некада налазио и истоимени заселак који је по окончању Другог свјетског рата опустио.

## Црква Млада Неђеља
У Млакви се налази храм Српске православне цркве који је посвећен Рођењу Пресвете Богородице. Ова црква се у народу назива „Млада Неђеља“. Храм је изграђен 1894. прилозима Срба из Млакве. Шестог августа 1941. усташе су опколиле Млакву и у околним кућама и цркви живе запалиле 286 мјештана српске националности. Храм је обновљен након завршетка Другог свјетског рата прилозима локалних Срба, а испред саме цркве је подигнут споменик (спомен костурница) са уклесаним именима 286 жртава усташког покоља. Храм се налази у саставу парохије Студенци, Архијерејско намјесништво личко, Епархија горњокарловачка.

## Споменик (спомен костурница)
Спомен костурница српским жртвама усташког покоља се налази у центру Млакве, испред улаза у цркву Младе Неђеље. Изграђена је у љето 1955. добровољним прилозима мјештана, у исто вријеме када је обновљен храм Младе Неђеље. Споменик је у облику стуба, односно усправног монолита квадратног облика. На предњој страни споменика се налази 5 вертикално поређаних мермерних плоча са уклесаним именима становника Млакве које су усташе живе запалиле 6. августа 1941. године.

## Историја

### Најстарији помен насеља
На мјесту данашње Млакве у средњем вијеку се налазило насеље Бањ Двор. Стјепан Павичић у своме дјелу „Сеобе и насеља у Лици“ пише да би то могли бити некакви бански двори, односно сједиште банова који су управљали Ликом, Крбавом и Гацком. Тиме би били потврђени наводи ромејског цара Константина VII Порфирогенита (905-959) који у своме дјелу „О управљању царством“ пише да Ликом, Крбавом и Гацком управља бан, док су остали хрватски крајеви потчињени жупанима.
Бањ Двор је припадао маленој жупи Бочаћ, као и насеља у доњем тока ријеке Лике: Горњи Косињ, Сраквина, Буци, Бутуци, Хотиља Вас, Мала Вас, Велики Псивићи и Мали Псивићи. Први писани спомен ове жупе налази се у исправама краљева Крешимира и Коломана у 11. и 12. вијеку. Средиште жупе било је на градини Бочај која се уздиже на лијевој обали Лике. Кроз жупу су пролазила два караванска пута: један је водио од Косиња преко ријеке Лике за Бањ Двор, а други уз Баковац преко Велебита за Јабланац.

### Први свјетски рат
Дио војноспособних Срба из Млакве се 1914. године прикључио српским добровољачким одредима у саставу тадашње Војске Краљевине Србије. Са подручја тадашње Општине Госпић у добровољачке одреде је отишло 597 по завршетку рата евидентираних и преживјелих Срба, од чега 8 из Млакве. Ово је списак преживјелих и евидентираних српских добровољаца из Млакве који су се населили, између осталог и у Банатском Карађорђеву:
- Бобић Василије Михајлов, Млаква
- Варићак Буде Симин, Млаква
- Варићак Дане Николин, Млаква
- Варићак Илија Миладинов, Млаква
- Глумичић Милан Јаковов, Млаква
- Груичић Миле Ђурин, Млаква
- Јаворина Мане Јаковов, Млаква
- Милеуснић Саво Данин, Млаква

## Становништво
Одлазак на рад у Сједињене Америчке Државе је пред крај 19. вијека била честа појава у свим дијеловима Европе. Дио радно способних мушкарца из Млакве је одлазио на рад у Сједињене Америчке Државе, а касније и у Јужну Америку, па све до пред Други свјетски рат. Послије Првог свјетског рата дио српских добровољаца у саставу тадашње Војске Краљевине Србије из Млакве је насељен по Војводини, Славонији и другим областима. Према попису становништва 1921. у Краљевини СХС, у Млакви је живио 791 становник, док је попис становништва 1931. у Краљевини Југославији у Млакви забиљежио 685 становника. У периоду између два свјетска рата дио најчешће мушког становништа је радио широм Краљевине Југославије, да би се по капитулацији Југославије вратили у Млакву. Током Другог свјетског рата у периоду од 1941—1945. страдало је 597 становника Млакве српске националности. На попису становништва 1948. у ФНРЈ у Млакви су евидентирана 272 становника, што представља огроман пад у броју становника који се десио у току Другог свјетског рата.

### Презимена
- Бобић, Срби
- Варићак, Срби, славе Светог Ђорђа[7]
- Глумичић, Срби
- Груичић, Срби
- Јаворина, Срби
- Кокотовић, Срби, славе Светог Јована
- Милеуснић, Срби
- Муњас, Срби
- Париповић, Срби
- Пражић, Срби
- Цвијановић, Срби
- Штакић, Срби, славе Светог Николу[8]

| презиме            | националност | мјесто рођења | број жртава  | извор        |
| Бабић              | Срби         | Млаква        | 1            | [ 9 ]        |
| Бобић              | Срби         | Млаква        | 84           | [ 9 ]        |
| Борчић             |              | Млаква        | 1            | [ 9 ]        |
| Варићак            | Срби         | Млаква        | 28           | [ 10 ]       |
| Вујиновић          |              | Млаква        | 1            | [ 10 ]       |
| Глумичић           | Срби         | Млаква        | 59           | [ 11 ]       |
| Груичић / Грујичић | Срби         | Млаква        | 21 / 71 (92) | [ 11 ]       |
| Јаворина           | Срби         | Млаква        | 90           | [ 12 ]       |
| Кокотовић          | Срби         | Млаква        | 21           | [ 13 ]       |
| Лемић              | Срби         | Млаква        | 1            | [ 14 ]       |
| Матошевић          |              | Млаква        | 1            | [ 15 ]       |
| Милеуснић          | Срби         | Млаква        | 63           | [ 15 ]       |
| Муњас              | Срби         | Млаква        | 57           | [ 15 ]       |
| Париповић          | Срби         | Млаква        | 5            | [ 16 ]       |
| Пражић             | Срби         | Млаква        | 36           | [ 16 ]       |
| Радовић            | Срби         | Млаква        | 7            | [ 17 ]       |
| Рајчевић           |              | Млаква        | 2            | [ 17 ]       |
| Станковић          |              | Млаква        | 1            | [ 18 ]       |
| Цвијановић         | Срби         | Млаква        | 33           | [ 19 ]       |
| Штакић             | Срби         | Млаква        | 11           | [ 20 ]       |
| непознато          |              | Млаква        | 3 (4)        |              |
| Укупно             |              |               | 597 (598)    | [ 6 ] [ 21 ] |

### Домаћинства 1915. године
Радослав М. Грујић је крајем 1915. направио попис становништва Лике и Крбаве по насељима, породицама (домаћинствима) и шпиц-неметима (надимцима породица). У Млакви су том приликом забиљежене сљедеће породице:
- Бобић, Млаква (Косињ) — 14 породица
- Варићак, Млаква (Косињ) — 11 породица
- Глумичић, Млаква (Косињ) — 11 породица
- Груичић, Млаква (Косињ) — 18 породица
- Јаворина, Млаква (Косињ) — 17 породица
- Милеуснић, Млаква (Косињ) — 10 породица
- Муњас, Млаква (Косињ) — 12 породица
- Пражић, Млаква (Косињ) — 2 породица
- Цвијановић, Млаква (Косињ) — 8 породица
- Штакић, Млаква (Косињ) — 6 породица

## Демографија
У пописима становништа у периоду од 1857. до 1880. године, дио података насеља Млаква је садржан у подацима насеља Доњи Косињ. У периоду Другог свјетског рата 1941—1945. страдало је 597 становника Млакве. Млаква је према попису из 2011. године имала 51 становника.
| Националност       | 1991. | 1981. | 1971. | 1961. |
| Срби               | 101   | 145   | 196   | 281   |
| Југословени        | 5     | 15    | 7     | 1     |
| Хрвати             | 6     | 9     | 19    | 18    |
| остали и непознато | 5     |       | 1     |       |
| Укупно             | 114   | 169   | 223   | 300   |

| Демографија | Демографија | Демографија |
| Година      | Становника  | Становника  |
| ----------- | ----------- | ----------- |
| 1857.       | 759         |             |
| 1869.       | 516         |             |
| 1880.       | 492         |             |
| 1890.       | 786         |             |
| 1900.       | 762         |             |
| 1910.       | 821         |             |
| 1921.       | 791         |             |
| 1931.       | 685         |             |
| 1948.       | 272         |             |
| 1953.       | 275         |             |
| 1961.       | 300         |             |
| 1971.       | 223         |             |
| 1981.       | 169         |             |
| 1991.       | 114         |             |
| 2001.       | 62          |             |
| 2011.       |             | 51          |